# BL 5.5 inch Medium Gun
Il BL 5.5 inch Medium Gun era un cannone britannico introdotto a metà della seconda guerra mondiale per equipaggiare le batterie di medio calibro. Dopo la guerra i cannoni di questo tipo designati cannone da 140/30 equipaggiano sei gruppi pesanti dell'Esercito Italiano.

## Storia
Nel gennaio 1939 venne emessa una specifica per un cannone che andasse a rimpiazzare l'obice BL 6 inch 26 cwt in uso nella maggior parte delle batterie medie. Il nuovo pezzo giunse alle unità in Gran Bretagna nel 1941 e l'anno successivo a quelle in Nordafricaː 20 cannoni equipaggiavano le batterie inglesi e francesi ad El Alamein. In seguito il cannone equipaggiò i reggimenti canadesi, australiani, sudafricani, polacchi, indiani e, dopo la guerra, neozelandesi. L'organizzazione di un normale reggimento di artiglieria della seconda guerra mondiale era su 16 BL 5.5 inch su due batterie.
Il 5.5 inch rimase in servizio dopo la guerra. Venne utilizzato dalla Royal Artillery in Corea, Arabia e nel Borneo. Probabilmente venne impiegato dall'esercito indiano contro il Pakistan e dall'esercito pakistano contro l'India sulle montagne del Kashmir durante la guerra di Kargil nel 1999.
La South African Defence Force fece largo uso del pezzo nelle prime fasi della guerra d'indipendenza della Namibia, compresa l'Operazione Savannah, con la denominazione G2. Circa 72 pezzi sono ancora tenuti in riserva dall'esercito sudafricano.
Nel British Army rimpiazzò nel dopoguerra il BL 4.5 inch Medium Field Gun. Con l'introduzione delle batterie su sei pezzi alla fine degli anni cinquanta, i reggimenti di artiglieria media allineavano 18 cannoni e la terza batteria di ogni reggimento era equipaggiata con il pezzo da 5.5 inch invece che di quello da 25 libbre. Il pezzo da 5.5 pollici rimase in servizio con il Territorial Army fino al 1980. Venne rimpiazzato dall'obice trainato da 155 mm FH-70, in servizio come L121; l'ultimo BL 5.5 inch venne radiato nel 1995. Presso l'esercito australiano fu radiato nel 1984 e sostituito dal 155 mm M198.
Durante la guerra, il pezzo veniva generalmente trainato dal trattore d'artiglieria AEC Matador. Dagli anni cinquanta, nel British Army venne trainato dal AEC Militant Mk 1 6×6 ed in seguito dal FV 1103 Leyland Martian 6×6 Medium Artillery Tractor.
Tutti i 5.5 inch vennero realizzati nel Regno Unito.

## Tecnica
Furono sviluppate 4 varianti (mark) del cannone ma solo 3 entrarono in servizio durante la guerra, 4 dopo e comunque le differenze erano minime. Due varianti invece riguardavano l'affusto, dove le maggiori differenze riguardavano l'uso maggiore di saldature invece che delle rivettature. L'affusto era identico a quello del BL 4.5 inch Mk 2, privo di avantreno e che sparava con le ruote a contatto del suolo.
Il pezzo era puntato da un solo uomo, con mire Probert. Il sistema di puntamento originario No. 7 venne gradualmente sostituito dal No. 9. Negli anni sessanta le mire furono convertite da gradi, minuti e iarde a mils e metri. Non era in dotazione il telescopio anticarro. Verso la fine della guerra venne introdotto un adattatore per consentire un maggiore angolo di tiro quando le ruote erano sollevate al di sopra del livello dei vomeri.
La squadra normale di addetti al pezzo era composta da 10 serventi.

## Munizionamento

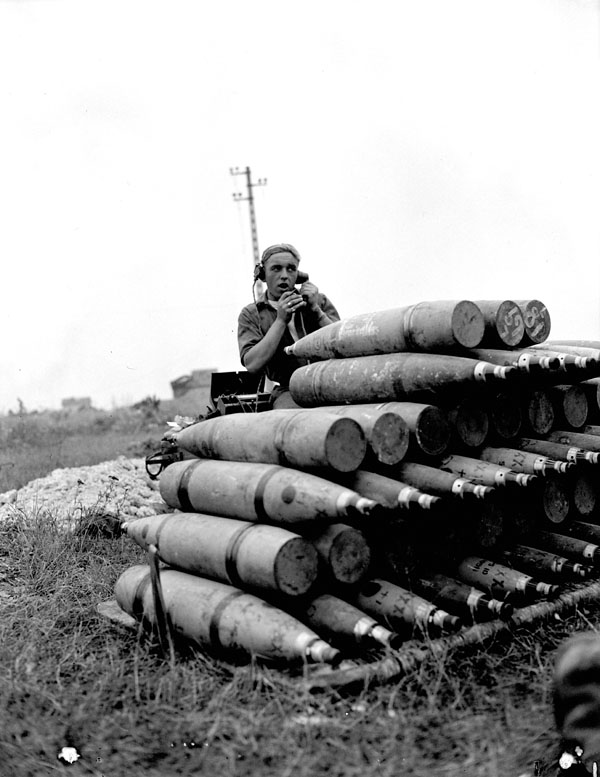
Trasmettitore canadese vicino alle munizioni durante il fuoco. Francia, luglio 1944.

Inizialmente il pezzo da 5.5 inch sparava una munizione da 100 libbre e 4 cariche progressive in due bossoli, con una velocità alla volata di 510 m/s ed una gittata di 14,8 km.
Nel 1944 venne introdotto una granata da 82 libbre con una carica super da 594 m/s a 16,5 km.
Oltre alle granate HE erano disponibili granate a caricamento chimico, fumogene (da 100 libbre) e illuminanti. Nel dopoguerra vennero usate solo le granate HE.
La spoletta standard per la granata HE era la No. 117. Alla fine del 1944 fu disponibile la spoletta T100.

## Varianti
In Gran Bretagna non entrarono in servizio varianti del pezzo originale, anche se giunsero allo stadio di prototipo due versioni semoventi. Il primo, risalente al 1945, era basato sullo scafo del trattore d'artiglieria Crusader Gun Tractor Mk I (derivato dal carro armato Crusader per il traino del cannone anticarro Ordnance QF 17 lb), era privo di torretta, senza casamatta. Il secondo prototipo, designato FV3805, fu sviluppato negli anni cinquanta su scafo Centurion, con installazione in barbetta in una casamatta completamente chiusa.